# バーティ郡 (ノースカロライナ州)
バーティ郡（英: Bertie County、[bərˈti])）は、アメリカ合衆国ノースカロライナ州の東北部に位置する郡である。2010年国勢調査での人口は21,282人であり、2000年の19,773人から7.6%増加した。郡庁所在地はウィンザー町（人口3,630人）であり、同郡で人口最大の町でもある。

## 歴史
バーティ郡は1722年に、チョウォーン川の西にあるアルベマール郡（現在は廃郡）のチョウォーン地区の一部から、「バーティ地区」として設立された。郡名は、ジェイムズ・バーティまたはその兄弟であるヘンリー・バーティ、あるいはその双方に因んで名付けられた。この二人はカロライナ植民地領主の一人だった。
1729年、アルベマール郡のバーティ地区、チョウォーン地区、カリタック地区、パスクォタンク地区のそれぞれ一部を合わせて、ティレル地区が設立された。1739年にアルベマール郡が廃止されたことに伴い、全ての地区がそれぞれ郡になった。1741年、バーティ郡の一部がエッジコム郡とノーサンプトン郡になった。最後は1759年、バーティ郡、チョウォーン郡、ノーサンプトン郡の一部を合わせて、ハートフォード郡が作られ、バーティ郡は現在の領域になった。

## 郡政府
バーティ郡は、地域自治体の組織であるミッド・イースト自治体委員会のメンバーである。

## 地理
アメリカ合衆国国勢調査局に拠れば、郡域全面積は741平方マイル (1,919.2 km2)であり、このうち陸地699平方マイル (1,810.4 km2)、水域は42平方マイル (108.8 km2)で水域率は5.67%である。

### 郡区
バーティ郡は9つの郡区に分割されている。コールレイン、インディアンウッズ、メリーヒル、ミッチェルズ、ロクソベル、スネイクバイト、ホワイツ、ウィンザー、ウッドビルの各郡区である。

### 主要高規格道路
- アメリカ国道13号線
- アメリカ国道17号線
- ノースカロライナ州道11号線
- ノースカロライナ州道42号線
- ノースカロライナ州道45号線
- ノースカロライナ州道305号線
- ノースカロライナ州道308号線

### 隣接する郡
- ハートフォード郡 - 北
- チョウォーン郡 - 東
- ワシントン郡 - 南東
- マーティン郡 - 南西
- ハリファックス郡 - 西
- ノーサンプトン郡 - 北西

### 国立保護地域
- ロアノーク川国立野生生物保護区

## 人口動態
以下は2000年国勢調査による人口統計データである。
| 基礎データ - 人口: 19,773人 - 世帯数: 7,743 世帯 - 家族数: 5,427 家族 - 人口密度: 11人/km2（28人/mi2） - 住居数: 9,050軒 - 住居密度: 5軒/km2（13軒/mi2） 人種別人口構成 - 白人: 36.30% - アフリカン・アメリカン: 62.34% - ネイティブ・アメリカン: 0.44% - アジア人: 0.11% - 太平洋諸島系: 0.01% - その他の人種: 0.33% - 混血: 0.48% - ヒスパニック・ラテン系: 0.99% 年齢別人口構成 - 18歳未満: 26.1% - 18-24歳: 7.7% - 25-44歳: 26.4% - 45-64歳: 23.8% - 65歳以上: 16.0% - 年齢の中央値: 39歳 - 性比（女性100人あたり男性の人口） - 総人口: 87.6 - 18歳以上: 82.0 | 世帯と家族（対世帯数） - 18歳未満の子供がいる: 29.7% - 結婚・同居している夫婦: 46.0% - 未婚・離婚・死別女性が世帯主: 20.1% - 非家族世帯: 29.9% - 単身世帯: 27.0% - 65歳以上の老人1人暮らし: 13.1% - 平均構成人数 - 世帯: 2.53人 - 家族: 3.07人 収入と家計 - 収入の中央値 - 世帯: 25,177米ドル - 家族: 30,186米ドル - 性別 - 男性: 26,866米ドル - 女性: 18,318米ドル - 人口1人あたり収入: 14,096米ドル - 貧困線以下 - 対人口: 26.0% - 対家族数: 19.3% - 18歳未満: 30.7% - 65歳以上: 28.3% |

## 都市と町

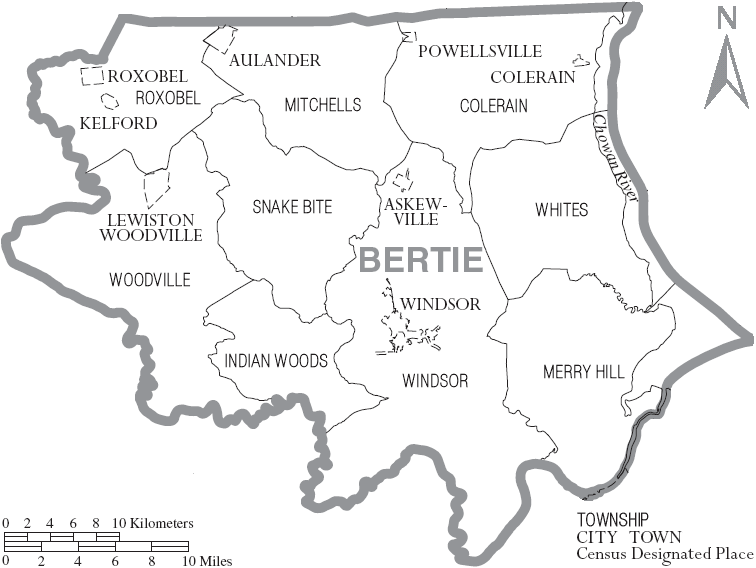
バーティ郡の自治体と郡区

- アスキュービル
- オーランダー
- コールレイン
- ケルフォード
- パウェルズビル
- メリーヒル
- ロクソベル
- ウィンザー - 郡庁所在地

### 国勢調査指定地域
- ルイストン

### 未編入の町
その他の未編入の町としては、エルムグローブ、ガトリンズビル、グリーンズクロス、ヘクスリナ、ペリータウン、パインリッジ、サンスーシ（郡内唯一の渡船であるサンスーシ・フェリーがある）、スプリングブランチ、トラップ、ウッダード、ベイカータウン、ホワイツクロス、ローズミード、トッズクロスがある。

## 教育
- バーティ高校
- ローレンス・アカデミー
- ベセル・クリスチャン・アカデミー